# Пацлавський Віктор Едмундович
Віктор Едмундович Пацлавський  (3 квітня 1884 р., Броди — 31 грудня 1974 р., Йонкерс, штат Нью-Йорк, США) — галицький громадський діяч, юрист. Працював громадським дрогобицьким адвокатом, організатор музичного життя в Дрогобичі. Брат Омеляна Пацлавського.

## Життєпис
1902 року будучи студентом філософії, обраний секретарем студентського товариства «Академічної громади» Львівського університету, головою обраний Степан Витвицький.
В часі змагань за державність — представник влади ЗУНР в Дрогобичі.
В міжвоєнні роки співпрацював з Степаном Витвицьким.
Був організатором разом з В. Ільницьким українських нафтових так званих бруттівців у товаристві «Підойма».
1930 року був організований збір коштів для побудови Дрогобицької приватної гімназії «Рідної школи», під час якого особливо відзначилися Віктор Пацлавський, Володимир Ільницький і Володимир Кузьмович. Гімназію посвятив єпископ Йосафат Коциловський.
В еміграції — учитель фортепіано в школі УМІ в Йонкерсі. Залишив видані в США друком спогади про Бережани.